# Mark Twain
Mark Twain, pseudonym för Samuel Langhorne Clemens, född 30 november 1835 i Florida, Missouri, död 21 april 1910 i Redding, Connecticut, var en amerikansk författare, reporter och tidningsman.
Mark Twain var lots på flodbåtar 1857–1861 och fick sitt litterära genombrott år 1865. Han är mest känd för romanerna Tom Sawyers äventyr från 1876 och Huckleberry Finns äventyr från 1884. Förutom romaner skrev han även reseskildringar, noveller och samhällskritiska reportage om samtida korruption och klasskillnader. Han var mormors bror till Jean Webster.

## Biografi
Mark Twain föddes i byn Florida i delstaten Missouri i USA. Han var John och Jane Clemens sjätte barn och han fick senare även en lillebror. När han var fyra år gammal flyttade han och hans familj till Hannibal, Missouri. Vid den här tiden var Missouri en ganska ny delstat och utgjorde också en del av USA:s västra gräns. Missouri var också en slavstat. Fadern hade en slav och hans morbror hade flera på sin ranch, där Samuel Clemens tillbringade sina barndomssomrar lekande i slavkvarteren, där han hörde slavarnas historier om andar och spöken. En annan sak som präglade hans barndom var den stora floden Mississippi och alla båtar som passerade. Han kunde ligga på flodstranden hela dagar och se på flodångare som gled förbi. Han satt där och dagdrömde om hur han kanske en dag i framtiden kunde vara en av sjömännen som satt där på ett av de stora fartygen och styrde mot fjärran land. 
År 1847, när Samuel Clemens var tolv år, avled hans far, och året därpå, efter femte klass, slutade han skolan. Han började arbeta som lärling till en tryckare på den lokala tidningen. Tack vare detta läste han många tidningar och lärde sig vad som hände ute i landet. Vid 18 års ålder flyttade han österut till New York och Philadelphia. Han arbetade på flera tryckerier och var framgångsrik som journalist.

### Ångbåtslots på Mississippi
År 1857 flyttade Samuel Clemens tillbaka till Missouri, där han utbildade sig till lots och tog anställning som ångbåtslots på Mississippi.
Efter amerikanska inbördeskrigets utbrott 1861 upphörde den mesta trafiken på floden och han tvingades sluta som lots. Han gick med i ett frivilligt sydstatsförband vid namn The Marion Rangers, men deserterade efter endast två veckor.
I juli 1861 reste Mark västerut på inbjudan av sin bror Orion, som blivit utnämnd till minister över Nevadaterritoriet. Lockad av Nevadas silverrusch reste Samuel Clemens med diligens från Missouri till de öppna vidderna i Nevada. Under denna resa fick han första gången möta indianer och hade flera sällsamma missöden på vägen. Många av dessa små äventyr har letat sig in i noveller och böcker, speciellt i boken ”Roughing It” (”Slita hund”). 
Efter att ha misslyckats med att bryta silver började Samuel Clemens skriva för en liten tidning i Virginia City i Nevada. Då använde han för första gången Mark Twain som pseudonym. Clemens själv hävdade att han tog namnet från sitt arbete som lots på Mississippifloden där "mark twain" skulle ha betecknat ett tillräckligt djup (två famnar) för hjulångarna. Uppgiften har ifrågasatts av Twainforskare, som hävdar att han började använda namnet efter att ha sett det i ett populärt humormagasin.

### Genombrott
År 1865 slog Mark Twain igenom med novellen Jim Smiley och hans hoppande groda. Den trycktes i tidningar över hela landet. Ett år senare anställdes Mark Twain av den stora tidningen Sacramento Union för att åka till Sandwichöarna, nuvarande Hawaii, för att göra ett resereportage därifrån. Hans artiklar blev så omtyckta att han efter återkomsten gjorde sig ett namn genom att resa runt och hålla föreläsningar.
Efter att ha anställts av tidningen Alta California för att fortsätta med resereportagen, kom Sam Clemens till New York 1867, där han snart anmälde sig till en ångbåtsresa till Europa och Heliga landet (Bibliska Palestina). Hans berättelser från dessa resor blev enormt populära hos allmänheten och blev till hans första bok år 1869 En tripp kring gamla världen. Det var också under dessa resor som han mötte sin framtida svåger, Charles Langdon. Det sägs att Langdon visade Sam en bild av sin syster och att det var kärlek vid första ögonkastet. År 1870 gifte sig Samuel Clemens med Olivia Langdon. De bosatte sig i Buffalo, New York, där han blev delägare, redaktör och skribent på dagstidningen Buffalo Express. Medan de bodde i Buffalo föddes deras första barn, Langdon Clemens. 

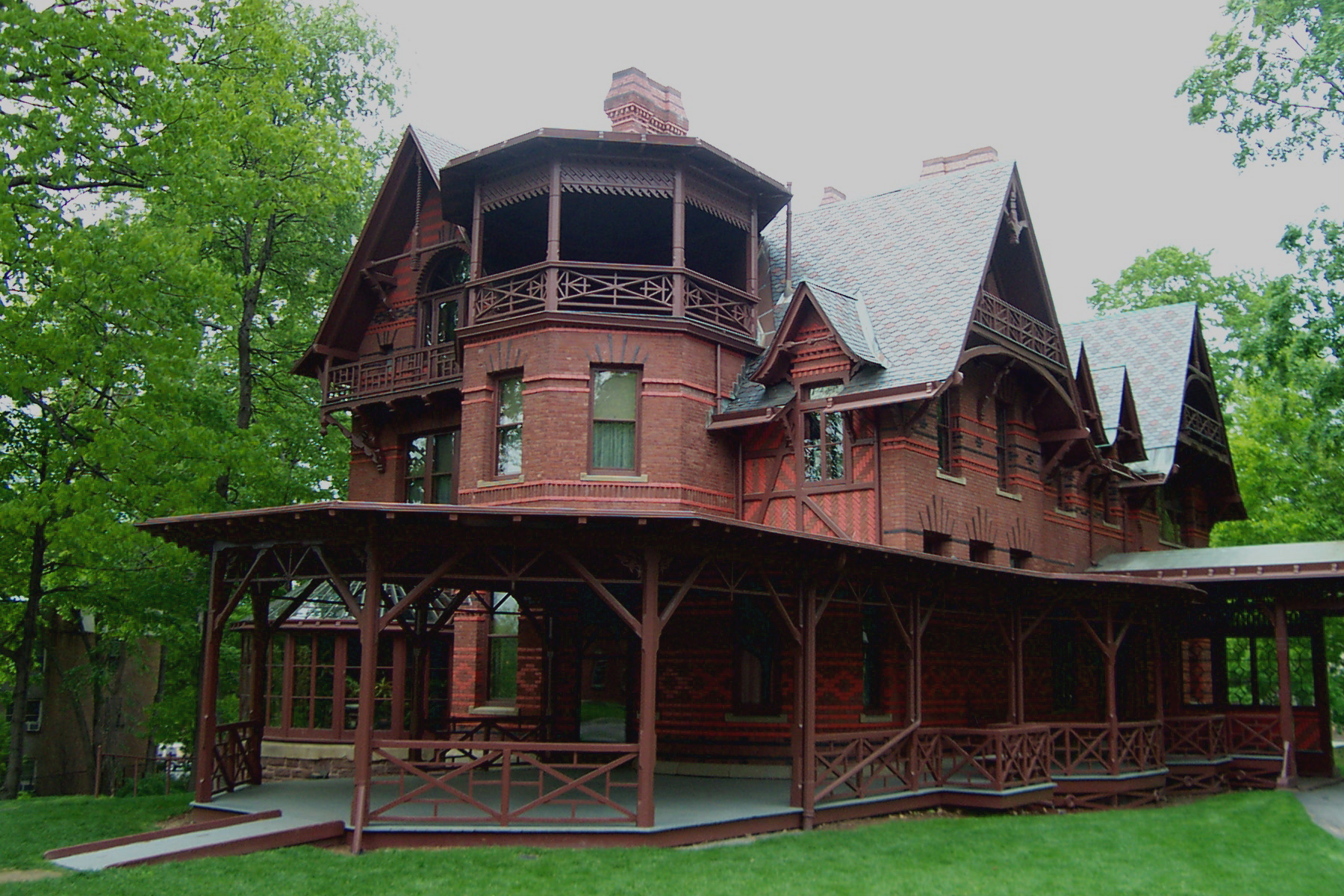
Mark Twains hus i Hartford, Connecticut.

År 1871 flyttade Mark Twain och familjen till Hartford, Connecticut. De hyrde ett hus i hjärtat av Nook Farm, där ett flertal skribenter och journalister bodde. År 1872 utkom Roughing It (Slita hund) med historier om hans upplevelser i Nevada. Samma år föddes Mark Twains första dotter Susy, men den tvåårige sonen dog i halssjukdomen difteri. 
År 1873 koncentrerade Sam Clemens på samhällskritik och tillsammans med Charles Dudley Warner skrev han en roman som angrep den politiska korruptionen, storföretagen och den amerikanska besattheten med att bli rik. Ett år efter utgivningen av boken stod familjens nya hus klart, till en kostnad av 40 000 dollar. 
Åren 1874–1891 bodde Samuel och Olivia Clemens i Hartford. Det var nu som han skrev sina mest kända verk. Romaner som Tom Sawyers äventyr (1876) och Mississippi (1883) beskrev hans barndom och livet runt floden. Dock fortsatte Mark Twain att skriva samhällskritiska böcker såsom The Prince and the Pauper (Prinsen och tiggargossen, 1882), som angrep klasskillnaderna, och En yankee vid kung Arthurs hov (1889) som kritiserade förtryck i allmänhet. 
År 1876 började han skriva på sitt mest kända verk Huckleberry Finns äventyr, som kom ut 1884. Boken är humoristisk i tonen men innehåller en svidande samhällskritik. Huckleberry Finns äventyr var också den första bok som gavs ut på det egna förlaget Charles L. Webster Company. Förlaget gav också ut general Ulysses S. Grants memoarer, som drog in pengar.

### Finansiell kris

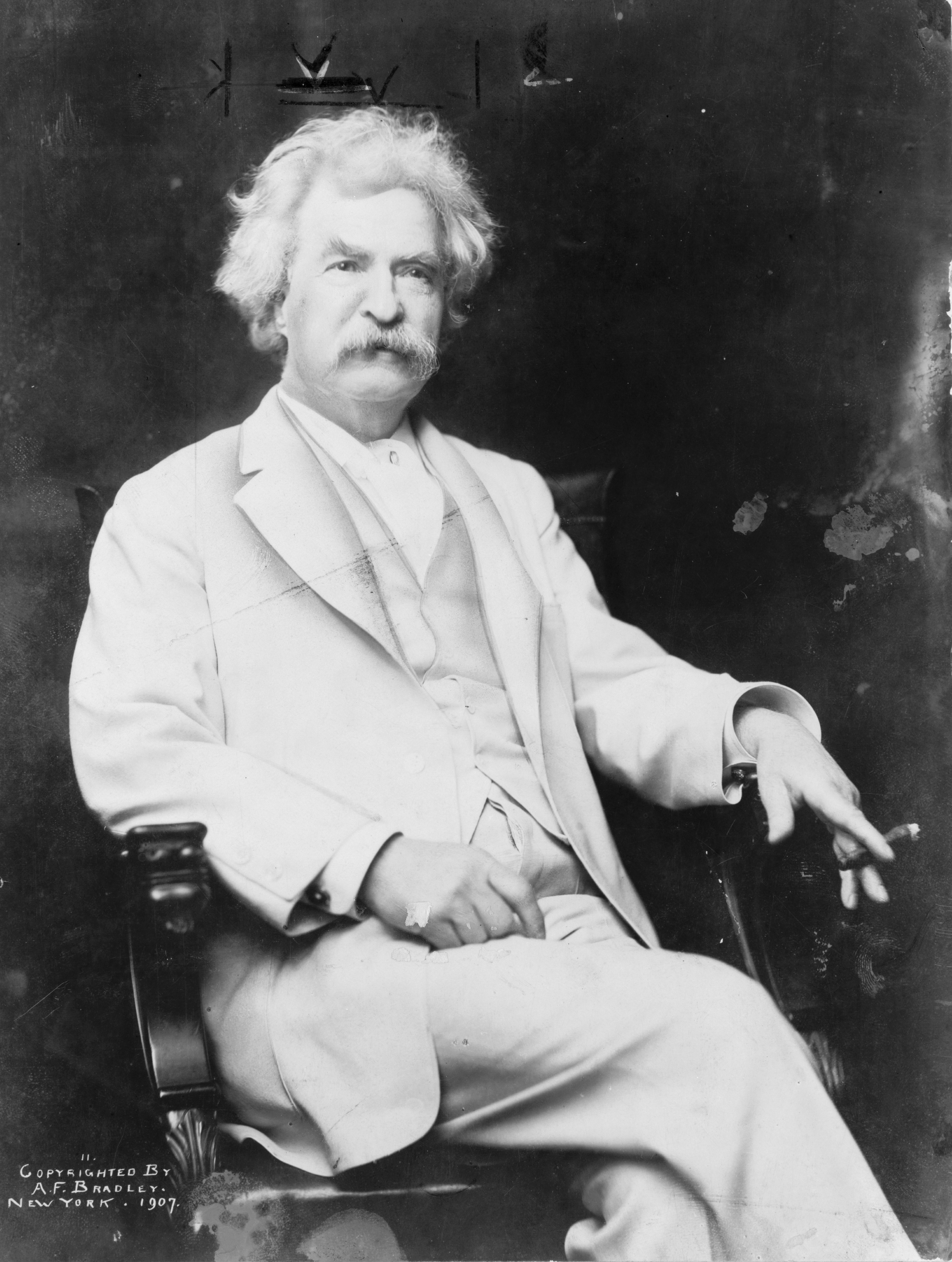
Mark Twain 1907

Mark Twain var efter sina litterära framgångar en välbeställd man, men blev bankrutt efter dåliga investeringar i nya uppfinningar. I ett försök att få saker på rätt köl ekonomiskt flyttade familjen Clemens till Europa 1891, men när förlaget gick under 1894, tvingades Mark Twain göra en världsomspännande föreläsningsturné för att tjäna pengar. År 1896 avled Susy Clemens vid 24 års ålder av hjärninflammation när hon besökte hemmet i Hartford. Oförmögna att återvända till hennes dödsplats, återkom aldrig familjen Clemens till hemmet i Hartford. 
Åren 1891–1900 reste familjen runt i världen, och Mark Twain såg hur de europeiska regeringarna utnyttjade de mindre länderna, något som beskrivs i hans bok Following the Equator (1897). Andra boerkriget i Sydafrika och boxarupproret i Kina eldade på hans vrede mot de europeiska länderna och deras imperialistiska ambitioner. Under det spansk-amerikanska och därpå följande filippinsk-amerikanska kriget år 1898 vände Samuel Clemens sin vrede mot USA:s regering, och när han återvände till USA deklarerade han sitt ställningstagande som antiimperialist. 
Familjen bosatte sig på Stora Sanna i Jönköping under tre månader 1899 för att dottern Jean skulle genomgå behandling mot epilepsi av Henrik Kellgren och Mark Twain mot reumatism. "Jag kommer aldrig mer på den här sidan himmelriket att få se en sådan solnedgång", konstaterade han i ett av sina brev hem från Jönköping 1899.
Under dessa år blev Mark Twains skriverier mörka, med fokus på mänsklig girighet och grymhet och ifrågasättande av mänskligheten i människan. Många kritiker i USA utpekade honom som en förrädare, många av hans texter publicerades aldrig och han började åter få dåligt med pengar. En känd bok från hans sista tid är The Mysterious Stranger. Den handlar om Satan som besöker Jorden. Mark Twain tar i denna bok upp moral och etik och "det fördömda människosläktet". 
Efter att ha bott i New York i tre år flyttade Sam och Olivia Clemens till Italien, eftersom Olivia blivit sjuk. Året därpå dog hon. Mark Twain flyttade tillbaka till New York och bodde där tills han år 1908 flyttade till sitt sista hus i Redding i Connecticut. År 1909 dog hans yngsta dotter efter ett epileptiskt anfall. Fyra månader senare, den 21 april 1910, dog Mark Twain vid 74 års ålder.

## Eftermäle
Ernest Hemingway sa en gång: ”All amerikansk litteratur kommer från en enda bok av Mark Twain som heter Huckleberry Finns äventyr.”
Nedslagskratern Mark Twain på planeten Merkurius och asteroiden 2362 Mark Twain är uppkallad efter hans pseudonym.

## Arbete mot slaveri
Genom inspiration av bilder tagna av Alice Seeley Harris kom Mark Twain att engagera sig mot slaveriet och grymheterna under den belgiske kung Leopolds regim i Kongostaten. Han anslöt sig till Kongos reformförbund (Congo Reform Association, CRA) för att arbeta emot övergreppen. För detta författade han bland annat pamfletten King Leopold's Soliloquy. Kampanjen mot grymheterna i landet tvingade kung Leopold att lämna landet och gummihandeln.

## Bibliografi

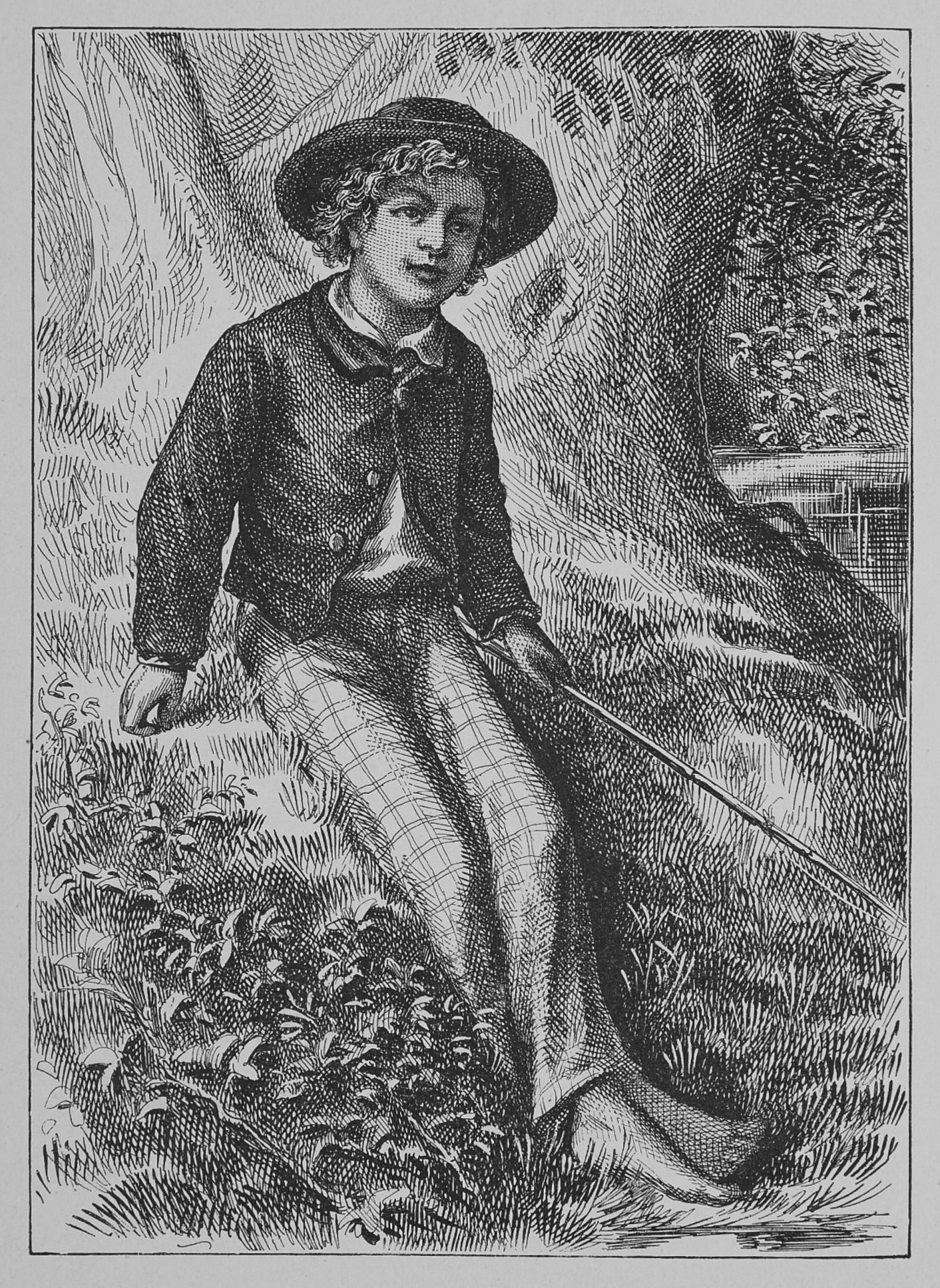
Tom Sawyer på omslaget till 1876 års upplaga av boken med samma namn.

### Romaner
- The Gilded Age: A Tale of Today (tillsammans med Charles Dudley Warner, 1873)
  - Kattguld (af Mark Twain och Henry D. Warner, översättning Fahle Martin, Göte Bjurman, 1877)
- The Adventures of Tom Sawyer (1876)
  - Tom Sawyer: en skolpojkshistoria (översättning Leopold Lipmanson, Seligmann, 1877)
  - Tom Sawyer's och Huckleberry Finns äfventyr (översättning Petrus Hedberg, Silén, 1897-1898) [innehåller även Tom Sawyers som detektiv och Tom Sawyers resa]
  - Tom Sawyers äfventyr inom och utom skolan (ny öfversättning af Johannes Granlund, Adolf Johnson, 1906)
  - Tom Sawyers äfventyr (översättning Tom Wilson, Björck & Börjesson, 1907)
  - Tom Sawyers äventyr (översättning Sven Barthel, Bonnier, 1937)
  - Tom Sawyers äventyr (bearbetad från engelska av Georg Öberg, Lindqvist, 1939)
  - Tom Sawyers äventyr (översatt och bearbetad av Ragnhild Hallén, Ardor, 1944)
  - Tom Sawyers äventyr (översättning Ingrid Rääf, Lindblad, 1956)
  - Tom Sawyer (översättning Gustav Sandgren, Tiden, 1956)
  - Tom Sawyers äventyr (översättning Jan Ristarp, Norden, 1972)
  - Tom Sawyer (återberättat för lättläst av Kurt Jacobson, översatt av Anette Ekblad och Marita Wennerberg, Ladybird Books, 1979)
  - Tom Sawyer (bearbetning Graeme Kent, översättning Ulf Kihlberg, Fyris, 1981)
  - Tom Sawyers äventyr ([förkortad] översättning Ingrid Emond, Skandinavisk press, 1983)
  - Tom Sawyer (översättning och bearbetning Ingalill Behre, Richter, 1985)
  - Tom Sawyer (återberättad och bearbetad av Grete Juel Jørgensen, översatt av Love Kellberg, Carlsen/if, 1990)
  - Tom Sawyers äventyr (återberättad av Maj Bylock, Rabén & Sjögren, 2002)
- The Prince and the Pauper (1881)
  - Prinsen och tiggargossen (anonym översättning, Askerberg, 1885)
  - Prinsen och tiggargossen (efter Mark Twain fritt berättad av Hugo Gyllander, Svensk läraretidning, 1912) (Barnbiblioteket Saga, 41)
  - Prinsen och tiggargossen (översättning Tom Wilson, Björck & Börjesson, 1919). Även utg. som Prinsen och tiggaren
  - Prinsen och tiggargossen (efter Mark Twains berättelse, anonym översättning, Åhlén & Åkerlund, 1947)
  - Prinsen och tiggargossen (översättning och bearbetning Ivar Ahlstedt, Aladdinklubben/Folket i bild, 1957)
  - Prinsen och tiggaren (översättning Hans-Jacob Nilsson, Bonniers juniorförlaget, 1988
  - Prinsen och tiggaren (återberättad av Maj Bylock, Rabén & Sjögren, 2006)
- Adventures of Huckleberry Finn (1884)
  - Huckleberry Finns äfventyr (översättning Anna Hamilton-Geete, Seligmann, 1885)
  - Tom Sawyer's och Huckleberry Finns äfventyr (översättning Petrus Hedberg, Silén, 1897-1898) [innehåller även Tom Sawyers som detektiv och Tom Sawyers resa]
  - Huckleberry Finns äfventyr (översättning Tom Wilson, Björck & Börjesson, 1906)
  - Huckleberry Finns äventyr (berättad för Saga av Harald Johnsson, Svensk läraretidning, 1936) (Barnbiblioteket Saga, 166)
  - Huckleberry Finns äventyr (bearb. från engelska av Walter Nyquist, Lindqvist, 1941)
  - Huckleberry Finns äventyr (översättning Sven Barthel, Bonnier, 1943)
  - Huckleberry Finns äventyr (bearb. från engelskan av Ragnhild Hallén, Ardor, 1944)
  - Huckleberry Finns äventyr (översättning Maj Frisch, Rabén & Sjögren, 1965)
  - Huckleberry Finns äventyr (översättning Einar Malm, Bokfrämjandet, 1967)
  - Huckleberry Finns äventyr (översättning Jan Ristarp, Norden, 1968)
  - Huckleberry Finn ([förkortad] revid. av Tom Wilsons översättning, Lindblad, 1971)
  - Huckleberry Finns äventyr (oavkortad nyöversättning av Sven Christer Swahn, Niloé, 1992)
  - Huckleberry Finns äventyr (återberättad av Maj Bylock, Rabén & Sjögren, 2003)
- A Connecticut Yankee in King Arthur's Court (1889)
  - En yankee (översättning Karl Benzon, Seligmann, 1890)
  - En yankee vid kung Arthurs hov (översättning Hanny Flygare, Björck & Börjesson, 1916)
  - En yankee vid kung Arthurs hov (översättning Astrid Borger, Lindqvist, 1953)
  - En yankee vid kung Arthurs hov (översättning Sven-Ingmar Pettersson, Niloe, 1982)
- The American Claimant (1892)
- Tom Sawyer Abroad (1894)
  - Tom Sawyer på ströftåg (översättning Erik Thyselius, Seligmann, 1894)
  - Tom Sawyer på resa (anonym översättning, Geber, 1894)
  - Tom Sawyer som detektiv och Tom Sawyer på resa (anonym översättning, Björck & Börjesson, 1911)
  - Tom Sawyer på resa (berättad för Saga av Nils Widstrand, Svensk läraretidning, 1940) (Barnbiblioteket Saga, 194)
  - Tom Sawyer på resa (berättad för svensk ungdom av Walter Nyquist, Lindqvist, 1945)
  - Tom Sawyer på flygfärd (översättning Jan Olof Olsson och Margareta Sjögren, B. Wahlström, 1962)
- Pudd'nhead Wilson (1894)
  - En droppe negerblod (översättning Axel Westberg, Björck & Börjesson, 1918)
  - En droppe negerblod (översättning Ulla Lundborg-Öster, Ruhnförlaget, 1959)
  - En droppe negerblod (anonym översättning, Svensk Läraretidning, 1961) (Barnbiblioteket Saga, 408)
- Tom Sawyer, Detective (1896)
  - Tom Sawyer som detektiv (översättning Ernst Lundquist, Geber, 1896)
  - Tom Sawyer som detektiv och Tom Sawyer på resa (anonym översättning, Björck & Börjesson, 1911)
  - Tom Sawyer som detektiv (översättning Kerstin Wenström, B. Wahlström, 1929)
  - Tom Sawyer som detektiv (berättad för Saga av Nils Widstrand, Svensk läraretidning, 1939) (Barnbiblioteket Saga, 190)
  - Tom Sawyer som detektiv (översättning Walter Nyquist, Lindqvist, 1945)
  - Tom Sawyer som detektiv (översättning Margareta Sjögren och Jan Olof Olsson, B. Wahlström, 1961)
  - Tom Sawyer som detektiv (bearbetning Elsa Johnsson med flera, LiberLäromedel, 1979)
- Personal Recollections of Joan of Arc (1896)
  - Johanna från Domrémy: gemenligen kallad jungfrun af Orléans, hennes lefverne, bedrifter och martyrdöd, sannfärdeligen upptecknade af ett ögonvittne (fritt till svenskan af Anna Geete, Geber, 1896)
  - Jeanne d'Arc (övers. från engelska och förkortad av James Rössel, Lindfors, 1945)
  - Jeanne d'Arc: roman (översättning Astrid Borger, Wahlström, 1957)
- A Double Barrelled Detective Story (1902)
- A Horse's Tale (1907)
- The Mysterious Stranger (1916, postumt utgiven)

### Reseskildringar
- The Innocents Abroad (1869)
  - En tripp kring gamla verlden (Ur The innocents abroad och The new Pilgrim's progress) (översättning E. Lund, Flodin, 1876)
- Roughing It (1872)
  - På måfå eller huruledes en tre månaders lusttripp kom att räcka i sju år ... (anonym översättning, Randel,1874)
  - Slita hund (översättning Erik Munsterhjelm och Eilif Appelberg, Fahlcrantz & Gumælius, 1948)
- Old Times on the Mississippi (1876)
- A Tramp Abroad (1880)
  - Ur en landtstrykares anteckningar (översättning Anna Geete, Seligmann, 1882)
  - En landstrykares anteckningar (översättning Ernst Lundquist, Geber, 1898)
- Life on the Mississippi (1883)
  - På Mississippi: ungdomsminnen (översättning Anna Geete, Seeligman, 1883). Även utg. med titeln Från Mississippi-floden
  - Från Mississippifloden och andra berättelser! (anonym översättning, Geber, 1910)
  - På Mississippifloden: minnen, händelser och äventyr (översättning Ernst Skarstedt, Björck & Börjesson, 1919)
  - Mississippi (översättning Margareta Suber och Birgit Elfwén, Christofer, 1959). Också utgiven med titeln Livet på Mississippi
- Following the Equator (1897)

### Essäer m.m.
- Brev från jorden (Letters from the earth, 1962) (översättning Thomas Bennett, Anders Cyrus, Robert Bennett, Rabén & Sjögren, 1966)
- Vad är människan? och andra texter (What is man?, 1906) (urval och översättning Tryggve Emond, BookLund, 1998)

### Samlingsvolymer
- Snälla gossar och stygga (övers. av Mårten Edlund, Forum, 1949)
- Mark Twains bästa (red. av Mårten Edlund, övers. av Thomas Bennett [m.fl.], Folket i bild, 1960)
- Mark Twain berättar (red av Mårten Edlund, övers. av Mårten Edlund, Berit Gund-Skogsberg, Elsie och Håkan Tollet, Folket i bild, 1961)
- Den stora franska duellen och andra historier (översättning Thomas Bennett, Mårten Edlund och Carl Sundell, Prisma, 1965)
- Miljonpundsedeln och andra historier (Prisma, 1969) [urval ur Mark Twains bästa och Mark Twain berättar]
- Med vässad penna (urval av Sven Lindner och Veit G:son Berg, översättning Olov Jonason, Ordfront, 1980)
- Om myror m fl (”The laborious ant”, “The great French duel” och “The £ 1000000 bank-note”) (översättning Elisabeth Helms, Samspråk, 1985). Även utg. med titeln Den stora franska duellen

### Humoresker m.m.
- Valda skizzer (anonym översättning, Schultz, 1873)
- Valda skizzer. Ny samling (anonym översättning, Schultz, 1874)
- Skizzer och noveller i original och öfversättning. 2 [bl.a. av Mark Twain] (anonym översättning, Kindvall, 1877)
- Den stora revolutionen på Pitcaiern och andra nya skizzer (anonym översättning, Askerberg, 1884)
- Amerikansk humor (ett urval af Mark Twain, översättning Olof R-n, Seligmann, 1888)
- Arfvingen från Amerika (översättning Erik Thyselius, Seligmann, 1892)
- Nya reseskisser: Om allehanda slags fartyg ; Sedeln på en million pund (översättning Erik Thyselius, Seligmann, 1893)
- Frestaren och andra nya skisser och berättelser (översättning Ernst Lundquist, Seligmann, 1900)
- Också en detektivhistoria (översättning T. T., Geber, 1902)
- Dödssigillet jämte flera berättelser och skizzer (översättning Ernst Lundquist, Geber, 1903)
- Den hoppande grodan och andra humoresker (översättning Olof Rubenson, Svithiod, 1907)
- Amerika-grefven (översättning Göte Bjurman, Fröléen, 1909)
- Den stulna elefanten och andra skisser (översättning Göte Bjurman, Holmquist, 1910)
- Lustiga historier (Merry tales, 1892) (anonym översättning, Björck & Börjesson, 1912)
- Spionen från Louisiana och andra humoresker (anonym översättning, Nutiden, 1918)
- Guldgrävarskatten (översättning H.J., Dahlberg, 1919)
- En amerikansk valkampanj och andra humoresker (översättning Tom Bennett, Rabén & Sjögren, 1944)
- Miljonpundsedeln ("The £ 1.000.000 bank note") (anonym översättning, Bergendahl, 1966)